# Мужчине живётся трудно. Фильм 16: Желание выбиться в люди Кацусика
«Мужчине живётся трудно. Фильм 16: Желание выбиться в люди Кацусика» (яп. 男はつらいよ　葛飾立志篇, отоко-ва цурай ё: кацухика риссихэн; англ. Tora-san, the Intellectual (Tora-san 16) — японская комедия режиссёра Ёдзи Ямады, вышедшая на экраны в 1975 году. По результатам проката фильм занял 4 место в бокс-офисе 1976 года, его посмотрели 2 млн. 131 тыс. японских зрителей, сборы от проката составили 1 миллиард 191 миллион иен.

## Сюжет
Тора-сан после очередных скитаний по стране возвращается в Сибамату (Токио) к дяде Тацудзо, тёте Цунэ и сестре Сакуре, где его ожидает неожиданный сюрприз. Племянница местного буддийского священника, семнадцатилетняя Дзюнко появляется перед Торадзиро в их семейном магазине сладостей. Она дочь недавно умершей женщины, в которую Тора-сан был когда-то влюблён и считает, что он её отец. Тора-сан когда-то только помог матери девочки после того, как её оставил муж, но близости между ними не было.
Он посещает могилу матери Дзюнко, а по возвращении сталкивается с новой квартиранткой в доме тёти и дяди. Это молодая интеллектуалка-археолог Рэйко, к которой Тора-сан начинает испытывать неподдельный интерес. Чтобы приблизить её к себе, он начинает вместе с ней изучать историю, читать книги…
И действительно, они вскоре сближаются, пока не появляется профессор Тадокоро, разрушивший только начавшуюся идиллию.

## В ролях
- Киёси Ацуми — Торадзиро Курума (или Тора-сан)
- Тиэко Байсё — Сакура, сестра Торадзиро
- Фумиэ Касияма — Рэйко Какэи
- Дзюнко Сакурада — Дзюнко Могами
- Кэйдзю Кобаяси — доктор Тадокоро
- Масами Симодзё — Тацудзо, дядя Тора-сана
- Тиэко Мисаки — Цунэ, тётя Тора-сана
- Гин Маэда — Хироси, муж Сакуры
- Хаято Накамура — Мицуо Сува, сын Сакуры и Хироси, племянник Тора-сана
- Хисао Дадзай — Умэтаро (босс Хироси)
- Гадзиро Сато — Гэн
- Тисю Рю — священник
- Хидэдзи Оотаки — главный священник
- Масаканэ Ёнэкура — полицейский Тодороки

## Премьеры
- — национальная премьера фильма состоялась 27 декабря 1975 года в Токио[3].
- — премьера в США 31 декабря 1976 года[4].

## Награды и номинации
Премия журнала «Кинэма Дзюмпо» (1977)
- Номинация на премию за лучший фильм 1976 года, однако по результатам голосования занял лишь 11 место.